# Pseudophyllanax imperialis
Espèce
Pseudophyllanax imperialis, la Sauterelle de cocotier ou la Sauterelle géante des cocotiers, est une espèce de sauterelles de la famille des Tettigoniidae, la seule du genre Pseudophyllanax. Endémique de Nouvelle-Calédonie, elle a été initialement décrite par le père Montrouzier.

## Synonymes
- Locusta imperialis Montrouzier, 1864[1],[2]
- Pseudophyllanax insularis Walker, F., 1869[2]
- Platyphyllum giganteus Warion, 1870[2]

## Distribution
Cette espèce est endémique de la Nouvelle-Calédonie ; originaire de Grande Terre, elle a été introduite sur l'Île des Pins et sur les Îles Loyauté à l'exception d'Ouvéa. Elle est assez rare et occasionnelle sur toute sa dition sauf sur Tiga où elle a pu connaitre des phases de pullulation.

## Description
C'est le plus grand insecte de Nouvelle-Calédonie, pouvant atteindre 20 cm d'envergure pour 15 cm de longueur. Le corps mesure 6 cm, les tibias 5 cm et l'oviscapte 5 cm chez la femelle. La couleur est vert tendre, mimétique des jeunes folioles de cocotier.
Bien que disposant d'ailes, l'insecte ne vole que très rarement et les utilise la plupart du temps pour planner. Une sauterelle au sol ne cherchera pas à s'envoler mais se dirigera vers le tronc de cocotier (ou autre palmier) le plus proche pour grimper rapidement jusqu'à la couronne.